# Chorizococcus oreophilus
Chorizococcus oreophilus är en insektsart som beskrevs av Williams 1985. Chorizococcus oreophilus ingår i släktet Chorizococcus och familjen ullsköldlöss. Inga underarter finns listade i Catalogue of Life.